# Murad Giray
Murad Giray, född okänt år, död 1696, var Krimkhanatets khan 1678–1683. 